# Iso Seluskanjärvi
Iso Seluskanjärvi är en sjö i kommunen Uleåborg i landskapet Norra Österbotten i Finland. Sjön ligger 65,4 meter över havet. Arean är 1,12 kvadratkilometer och strandlinjen är 8,91 kilometer lång. Sjön  ingår i Kiminge älvs huvudavrinningsområde.   Den ligger omkring 27 kilometer öster om Uleåborg och omkring 540 kilometer norr om Helsingfors. 
I sjön finns ön Kotasaari. 